# Sin After Sin
Sin After Sin treći je studijski album britanskog heavy metal sastava Judas Priest. Objavljen je 8. travnja 1977. godine, a objavila ga je diskografska kuća Columbia Records. Producent albuma je Roger Glover, basist sastava Deep Purple. Prvi je album sastava koji je objavio veći izdavač i jedini na kojem je bubnjeve svirao Simon Phillips, studijski glazbenik koji je zamijenio izvornog bubnjara Alana Moorea.

## O albumu
Nakon što je diskografska kuća Gull Records objavila prva dva albuma skupine, Judas Priest nije bio zadovoljan njezinom financijskom potporom. Prethodni album Sad Wings of Destiny privukao je pozornost diskografske kuće CBS Records (drugo ime Columbia Records) i uz pomoć Davida Hemmingsa sastav je potpisao ugovor s Columbia Recordsom. 
Snimanje albuma počelo je u siječnju 1977. u studiju Ramport u Batterseaju. Probe su se održavale u Pinewood Studiosu u Londonu. Basist sastava Deep Purple, Roger Glover, bio je producent albuma, a Mark Dodson inženjer zvuka, no nakon jedne sesije grupa je otpustila Glovera i sama pobrinula za produkciju. U to je vrijeme bubnjar Alan Moore napustio sastav, a zamijenio ga je dodatni glazbenik Simon Phillips, koji se odbio pridružiti Judas Priestu. Snimanje je dovršeno u veljači iste godine. Album sadrži obradu pjesme "Diamonds & Rust" glazbenice Joan Baez; Glover je potaknuo skupinu da snimi tu obradu.
Nakon snimanja albuma grupi se pridružio bubnjar Les Binks s kojim je Judas Priest snimio dva albuma – Stained Class i Killing Machine. Album Sin After Sin diskografska kuća Columbia objavila je 8. travnja 1977. godine. Album je postao jedan od najuspješnijih uradaka sastava i završio je na 23. mjestu britanske ljestvice albumi. Sin After Sin također je jedan od prvih albuma sastava koji je dobio zlatnu nakladu.

## Popis pjesama
| 1. | »Sinner«                             | 6:45 |
| 2. | »Diamonds & Rust« (obrada Joan Baez) | 3:28 |
| 3. | »Starbreaker«                        | 4:53 |
| 4. | »Last Rose of Summer«                | 5:40 |

| Strana B | Strana B                            | Strana B | Strana B | Strana B | Strana B | Strana B | Strana B | Strana B | Strana B |
| Br.      | Skladba                             | Trajanje |          |          |          |          |          |          |          |
| -------- | ----------------------------------- | -------- | -------- | -------- | -------- | -------- | -------- | -------- | -------- |
| 5.       | »Let Us Prey / Call for the Priest« | 6:14     |          |          |          |          |          |          |          |
| 6.       | »Raw Deal«                          | 6:00     |          |          |          |          |          |          |          |
| 7.       | »Here Come the Tears«               | 4:37     |          |          |          |          |          |          |          |
| 8.       | »Dissident Aggressor«               | 3:09     |          |          |          |          |          |          |          |
| 40:46    |                                     |          |          |          |          |          |          |          |          |

## Zasluge
| Judas Priest - Robert Halford – vokali, produkcija - Glenn Tipton – gitara, produkcija - K. K. Downing – gitara, klavir (na pjesmi "Here Come the Tears"), produkcija - Ian Hill – bas-gitara, produkcija Dodatni glazbenici - Simon Phillips – bubnjevi | Ostalo osoblje - Roger Glover – produkcija - Roslav Szaybo – umjetnički smjer - Bob Carlos Clarke – fotografije, dizajn - Mark Dodson – inženjer zvuka |